# Niobrara (fiume)
Il fiume Niobrara (da una parola della lingua dei ponca che significa "acqua che scorre orizzontalmente"), è uno degli affluenti del Missouri, misura all'incirca 914 km di lunghezza e attraversa gli stati americani di Nebraska e Wyoming. I francesi che avevano colonizzato la Nuova Francia lo chiamavano anche Rivière Fumeuse, ovvero fiume "fumante" a causa della composizione sabbiosa del fondale che rende l'acqua completamente bianca e fangosa.
Questo fiume si forma tra gli altipiani del Wyoming e scorre verso est, fino a raggiungere il Nebraska nord occidentale. Sfocia poi nel Missouri, di cui è affluente, nel suo percorso attraversa la formazione naturale dell'Agate Fossil Beds National Monument. Lungo il suo corso si trova la diga di Box Butte.
Il fiume Niobrara era territorio degli indiani Maha e Ponca. I primi vengono descritti dai colonizzatori "biondi come gli europei", caso particolarissimo tra le tribù indiane.